# Ram Singh Shris
Ram Singh Shris (...) è un politico nepalese, attuale segretario generale del Partito Comunista del Nepal (unificato).

## Biografia
Usando il nome di battaglia di Rajbir, Ram Singh Shris sostenne le posizioni del leader maoista Moham Bikran Singh, "alfiere" dell'unità dei comunisti nepalesi, e si unì al suo Partito Comunista del Nepal (Mashal), divenendone dirigente. Ad un certo punto, Singh dovette recarsi in esilio in India e lasciò la carica di segretario a Rajbir, pur mantenendo una considerevole influenza.
Nel 2001, Rajbir avviò le trattative per l'unificazione del Mashal con il Partito Comunista del Nepal (Centro d'Unità), che portarono, l'anno successivo, alla fondazione del Partito Comunista del Nepal (Centro d'Unità-Mashal). Sia lui sia Narayan Kaji Shrestha, segretario del Centro d'Unità, rinunciarono alle loro cariche per fare Singh segretario del nuovo partito unificato.
Rajbir si allontanò progressivamente dalle proprie posizioni vicine al maoismo. Nel 2006 guidò una fazione del PCN(CU-M) ad uscire dal partito e formare, con altri gruppi scissionisti, il Partito Comunista del Nepal (unificato), di cui fu eletto segretario generale. 